# Lubomír Brabec
Lubomír Brabec (* 21. května 1953 Plzeň) je český kytarový virtuóz.
V dětství začínal nejprve jakožto houslista, hru na kytaru vystudoval na konzervatoři v Plzni a v Praze u Milana Zelenky. V roce 1980 pak pokračoval v mistrovském studiu v Británii na Royal Academy of Music a v Early Music Centr díky stipendiu od britské vlády.
Jeho interpretační umění je velmi široké, zabírá velmi pestrou škálu loutnové a kytarové literatury. Spolupracuje s řadou pěvců a sólistů (Gabriela Beňačková, Elizabeth Vidal, Peter Dvorský, Štefan Margita, Daniel Hůlka, Kateřina Englichová, Pavel Šporcl, Jiří Bárta, Lubomír Malý, Jaroslav Svěcený, Václav Hudeček, Aleš Bárta a další). Nevyhýbá se ani spolupráci s hudebníky z oblasti populární hudby (např. Karel Vágner, Lucie Bílá, Kateřina Brožová, Luboš Andršt, Petr Janda). Za své působení také upravil pro kytaru stovky děl jiných autorů. Brabcova mistrovská aranžmá tak rozšířila možnosti kytary, jak v oblasti sólového, tak doprovodného či komorního nástroje.
Spolupracuje s nahrávacími společnostmi Supraphon, Multisonic, Arco Diva a BestIa. Za svou kariéru natočil více než 30 CD. (mj. autorská alba F. Sor, J. S. Bach, F. Tárrega, N. Paganini, A. Vivaldi, H. Villa-Lobos, V. Trojan, E. Granados).
Odborné kritiky jej řadí k nejbrilantnějším kytaristům světa.
Jedná se také o zaníceného vodáka, jachtaře, potápěče, lyžaře a cestovatele. Lubomír Brabec se též věnuje canyoningu, skialpinismu a jezdí na koních.

## Ocenění
- 1974 Concours International de Guita (Paříž)
- 1986 Zlatý štít Pantonu za nejlepší nahrávku roku (Concierto de Aranjuez)
- 1989 medaile H. Villa-Lobose (Brazílie)
- 1991 zlatá deska Supraphon
- 1996 zlatá deska Supraphon (Vivaldi: Concertos)
- 2001 platinová deska Supraphon (Vivaldi)
- 2003 zlatá a platinová deska Multisonic (Vánoční transformace)
- 2013 medaile Za zásluhy

## Zajímavost
- V roce 1997 uskutečnil vůbec nejjižnější koncert klasické hudby v historii, konkrétně na lodi Greenpeace Arctic Sunrise u ostrova Nelson na 6. zemském světadílu v Antarktidě. Celý koncert byl zaznamenán japonskou televizí a vzbudil značnou pozornost.

## Diskografie
- 1988 Transformations - Lubomír Brabec a Karel Vágner – Supraphon, LP
- 1990 Transformations 2 - Lubomír Brabec a Karel Vágner – Supraphon
- 1993 Christmas Transformations - Lubomír Brabec a Karel Vágner – Multisonic, CD
- 1995 Brabec, Stivín, Hudeček play Vivaldi, Gaetano Delogu – Supraphon, CD